# Osokino
Osokino (Russisch: Осокино; Duits: Blöcken) is een plaats in de Oblast Kaliningrad in Rusland.
Tot 1945 was Osokino een Duitse plaats in het toenmalige Oost-Pruisen en heette Blöcken. De oudste vermelding van de plaats is uit 1396. In 1946 kreeg de plaats haar huidige naam.

## Geboren in Blöcken
- Ernst Mecklenburg (1927), Oost-Duits politicus